# ТЕС Нова Столиця
ТЕС Нова Столиця — теплова електростанція в Єгипті, розташована на схід від Каїра на південній околиці Нової Столиці.
ТЕС Нова Столиця є однією з трьох надпотужних станцій (поряд з ТЕС Буруллус та Бені-Суейф), замовлених Єгиптом у компанії Siemens в 2015 році для подолання енергодефіциту в країні. Кожна з них матиме чотири енергоблоки, споруджені за технологією комбінованого парогазового циклу. Один блок складатиметься з двох газових турбін SGT5-8000H потужністю по 400 МВт, які через котли-утилізатори живитимуть парову турбіну SST-5000 такої ж одиничної потужності. По завершенні будівництва зазначені ТЕС будуть найбільшими не лише в Єгипті, але й у світі в категорії парогазових станцій.
Газові турбіни, кожна з яких важить 890 тонн, постачає завод Siemens у берлінському районі Моабіт. Для доставки за призначенням спершу їх вантажать у річковому порту Berlin Westhafen на баржі, що прямують в один з глибоководних портів на північноморському узбережжі. Генератори SGen5-2000H (вага 756 тонн) та парові турбіни (вага 670 тонн) виробляються на заводі концерну в Мюльгаймі-на-Рурі біля Дуйсбурга, звідки вони так само транспортуються по внутрішніх водних шляхах до морських портів. Надалі обладнання відправляється в Єгипет з Роттердама, Гамбурга або Антверпена.
Місцевими партнерами у будівництві станцій виступили компанії Orascom Construction та Elsewedy Electric.
Станція розрахована на споживання природного газу, проте дві турбіни SGT5-8000H мають змогу працювати і на нафтопродуктах. Блакитне паливо надходить від газопроводу Ель-Тіна – Нова Столиця – Дашур.
Видача продукції відбувється через ЛЕП, розраховану на напругу 500 кВ.
У березні 2017 року в присутності Президента Єгипту та Федерального канцлера Німеччини відбулась офіційна церемонія, присвячена завершенню першої фази робіт на ТЕС Буруллус та Нова Столиця. Як зазвичай відбувається у випадках з парогазовими станціями, введення об'єктів починається із запуску газових турбін.
Для концерну Siemens контракт на спорудження зазначених трьох ТЕС став найбільшим одиничним замовленням в історії та допоміг відтермінувати на кілька років скорочення персоналу, викликане зниженням попиту на традиційне енергетичне обладнання в умовах розвитку відновлюваної енергетики.